# Stortjärnen (Lillhärdals socken, Härjedalen, 687235-138024)
Stortjärnen är en sjö i Härjedalens kommun i Härjedalen och ingår i Ljusnans huvudavrinningsområde. Sjön har en area på 0,072 kvadratkilometer och ligger 710,9 meter över havet.

## Delavrinningsområde
Stortjärnen ingår i det delavrinningsområde (687066-138209) som SMHI kallar för Ovan 687248-138446. Medelhöjden är 678 meter över havet och ytan är 17,52 kvadratkilometer. Det finns inga avrinningsområden uppströms utan avrinningsområdet är högsta punkten. Blädjan som avvattnar avrinningsområdet har biflödesordning 3, vilket innebär att vattnet flödar genom totalt 3 vattendrag innan det når havet efter 315 kilometer. Avrinningsområdet består mestadels av skog (36 procent) och sankmarker (62 procent). Avrinningsområdet har 0,07 kvadratkilometer vattenytor vilket ger det en sjöprocent på 0,4 procent.